# Liste der Kunstwerke im öffentlichen Raum in Linz-Industriegebiet-Hafen
Diese Liste der Kunstwerke im öffentlichen Raum in Linz-Industriegebiet-Hafen enthält die vom Archiv der Stadt Linz gelisteten Kunstwerke im öffentlichen Raum im Stadtteil Industriegebiet-Hafen.
Denkmäler, profane Skulpturen und Plastiken, sakrale Kleindenkmäler, Brunnen, Gedenktafeln oder Kunst am Bau sind in den Listen angegeben, sofern sie vom Archiv der Stadt Linz als Kunst im öffentlichen Raum (Public Art) verzeichnet und mit einer eindeutigen Identifikationsnummer (ID) ausgestattet sind.

## Kunstwerke
| Foto |                 | Name                                                                | Typ                             | Standort                   | Künstler | Datierung | Beschreibung | Metadaten |
| ---- | --------------- | ------------------------------------------------------------------- | ------------------------------- | -------------------------- | -------- | --------- | --- | --------- |
| BW   | Datei hochladen | NS-Mahnmal Schiffswerft ID: 2008                                    | Antifaschistische Gedenkstätte  | Hafenstraße 61 Standort    |          | 1950      | erstes NS-Mahnmal der Stadt Linz aus dem Jahr 1950, auf quadratischen Granitblock mit Obeliskkegeln an den vier Ecken als Kettenhalter steht ein hochformatiger, unbearbeiteter Granitblock mit einer Inschrifttafel aus Bronze: „UNSERE OPFER DES FASCHISMUS 1945. LEEB FRANZ, WIPPLINGER ALOIS, BRUNNER FRANZ, MARITSCHNIG FRANZ, STRASSER ALOIS, HASELMEIER FRANZ, KRIEGER FRANZ“, stand ursprünglich neben Hafenstraße 61 an der Freifläche neben Bunker, wahrscheinlich verlegt. |           |
| ja   | Datei hochladen | Gedenkstätte an die Nebenlager I und III des KZ Mauthausen ID: 2142 | Antifaschistische Gedenkstätten | Lunzer Straße 74 Standort  |          | 1965      | |           |
| BW   | Datei hochladen | Rast bei der Landarbeit ID: 2147                                    | Kunst am Bau                    | Pummererstraße 4a Standort |          | 1969      | |           |
| BW   | Datei hochladen | Hans Preiner ID: 2144                                               | Gedenktafel                     | Saxingerstraße Standort    |          | 1934      | querrechteckiger Gedenkstein ohne Sockel direkt am Boden, ursprünglich neben Bahnübergang gegen über Saxingerstraße 1a, er trägt die einfache Aufschrift: "HANS PREINER Polizeiwachtmeister Fiel hier am 12. Februar 1934"; wahrscheinlich entfernt bzw. verlegt. |           |